# Gottlob Berner
Freund Jacob Gottlob Berner, född den 14 december 1823 i Svaneke, död den 22 januari 1914 i Köpenhamn, var en dansk teaterintendent. 
Berner antogs 1839 som volontär på teaterkontoret, där han hade avancerat till fullmäktig, då J.L. Heiberg 1849 gjorde honom till teatersekreterare, en post på vilken han med ett par års avbrott (1857—1859), då han skötte teaterns bokföring, förblev, tills han den 5 oktober 1866 förordnades som intendent för teatern under konferensrådet Linde som chef. Detta förordnande upphörde med utgången av spelåret 1875—1876. Berner, vars administration karakteriserades av sträng sparsamhet och noggrant ordningssinne, var medlem av den 7 juni 1867 tillsatta teaterkommissionen, som föreslog en ny teaterbyggnad, liksom av byggnadskommissionen för denna (1872), och utövade ett inte obetydligt inflytande i den 1893 tillsatta teaterekonomikommissionen.